# أستريكس وأوبيليكس: مهمة كليوباترا
أستريكس وأوبيليكس: مهمة كليوباترا (بالفرنسية: Astérix et Obélix : Mission Cléopâtre)‏ هو فيلم فنتازيا كوميدي فرنسي إيطالي من تأليف وإخراج آلان شبات ومن بطولة كريستين كلافيير، جيرارد ديبارديو، جمال دبوز، إدوارد باير ومونيكا بيلوتشي، صدر الفيلم في 30 يناير 2002.

## وصلات خارجية
- أستريكس وأوبيليكس: مهمة كليوباترا على موقع IMDb (الإنجليزية)
- أستريكس وأوبيليكس: مهمة كليوباترا على موقع روتن توميتوز (الإنجليزية)
- أستريكس وأوبيليكس: مهمة كليوباترا على موقع ألو سيني (الفرنسية)
- أستريكس وأوبيليكس: مهمة كليوباترا على موقع Turner Classic Movies (الإنجليزية)
- أستريكس وأوبيليكس: مهمة كليوباترا على موقع أول موفي (الإنجليزية)
- أستريكس وأوبيليكس: مهمة كليوباترا على موقع بوكس أوفيس موجو (الإنجليزية)
- أستريكس وأوبيليكس: مهمة كليوباترا على موقع فيلمافينيتي (الإسبانية)
- أستريكس وأوبيليكس: مهمة كليوباترا على موقع قاعدة بيانات الأفلام السويدية (السويدية)
- أستريكس وأوبيليكس: مهمة كليوباترا على موقع قاعدة بيانات الفيلم (الإنجليزية)
- أستريكس وأوبيليكس: مهمة كليوباترا على موقع ليتربوكسد (الإنجليزية)